# Hemsbach
Hemsbach je německé vinařské město na historické cestě zvané Bergstraße na úpatí pohoří Odenwald ve spolkové zemi Bádensko-Württembersko. Má přibližně 12 tisíc obyvatel a jeho historie sahá až do 8. století, kdy bylo poprvé zmíněno v Loršském kodexu.